# Liste des albums musicaux numéro un au Billboard 200 en 1978

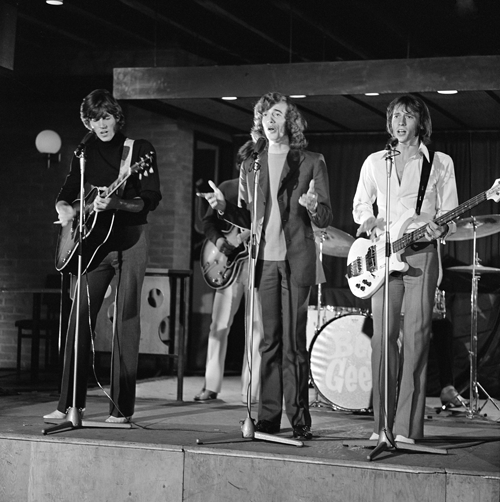
Les Bee Gees à la télévision hollandaise (1968). De gauche à droite : Barry Gibb, Robin Gibb & Maurice Gibb.

Cette page liste les albums musicaux ayant eu le plus de succès au cours de l'année 1978 aux États-Unis d'après le magazine Billboard.

## Historique
| Date         | Artiste(s)               | Titre                | Référence |
| ------------ | ------------------------ | -------------------- | --------- |
| 7 janvier    | Fleetwood Mac            | Rumours              |           |
| 14 janvier   | Fleetwood Mac            | Rumours              |           |
| 21 janvier   | Bee Gees/Artistes variés | Saturday Night Fever |           |
| 28 janvier   | Bee Gees/Artistes variés | Saturday Night Fever |           |
| 4 février    | Bee Gees/Artistes variés | Saturday Night Fever |           |
| 11 février   | Bee Gees/Artistes variés | Saturday Night Fever |           |
| 18 février   | Bee Gees/Artistes variés | Saturday Night Fever |           |
| 25 février   | Bee Gees/Artistes variés | Saturday Night Fever |           |
| 4 mars       | Bee Gees/Artistes variés | Saturday Night Fever |           |
| 11 mars      | Bee Gees/Artistes variés | Saturday Night Fever |           |
| 18 mars      | Bee Gees/Artistes variés | Saturday Night Fever |           |
| 25 mars      | Bee Gees/Artistes variés | Saturday Night Fever |           |
| 1er avril    | Bee Gees/Artistes variés | Saturday Night Fever |           |
| 8 avril      | Bee Gees/Artistes variés | Saturday Night Fever |           |
| 15 avril     | Bee Gees/Artistes variés | Saturday Night Fever |           |
| 22 avril     | Bee Gees/Artistes variés | Saturday Night Fever |           |
| 29 avril     | Bee Gees/Artistes variés | Saturday Night Fever |           |
| 6 mai        | Bee Gees/Artistes variés | Saturday Night Fever |           |
| 13 mai       | Bee Gees/Artistes variés | Saturday Night Fever |           |
| 20 mai       | Bee Gees/Artistes variés | Saturday Night Fever |           |
| 27 mai       | Bee Gees/Artistes variés | Saturday Night Fever |           |
| 3 juin       | Bee Gees/Artistes variés | Saturday Night Fever |           |
| 10 juin      | Bee Gees/Artistes variés | Saturday Night Fever |           |
| 17 juin      | Bee Gees/Artistes variés | Saturday Night Fever |           |
| 24 juin      | Bee Gees/Artistes variés | Saturday Night Fever |           |
| 1er juillet  | Bee Gees/Artistes variés | Saturday Night Fever |           |
| 8 juillet    | Gerry Rafferty           | City to City         |           |
| 15 juillet   | The Rolling Stones       | Some Girls           |           |
| 22 juillet   | The Rolling Stones       | Some Girls           |           |
| 29 juillet   | Artistes variés          | Grease               |           |
| 5 août       | Artistes variés          | Grease               |           |
| 12 août      | Artistes variés          | Grease               |           |
| 19 août      | Artistes variés          | Grease               |           |
| 26 août      | Artistes variés          | Grease               |           |
| 2 septembre  | Artistes variés          | Grease               |           |
| 9 septembre  | Artistes variés          | Grease               |           |
| 16 septembre | Boston                   | Don't Look Back      |           |
| 23 septembre | Artistes variés          | Grease               |           |
| 30 septembre | Artistes variés          | Grease               |           |
| 7 octobre    | Boston                   | Don't Look Back      |           |
| 14 octobre   | Artistes variés          | Grease               |           |
| 21 octobre   | Artistes variés          | Grease               |           |
| 28 octobre   | Artistes variés          | Grease               |           |
| 4 novembre   | Linda Ronstadt           | Living in the USA    |           |
| 11 novembre  | Donna Summer             | Live and More        |           |
| 18 novembre  | Billy Joel               | 52nd Street          |           |
| 25 novembre  | Billy Joel               | 52nd Street          |           |
| 2 décembre   | Billy Joel               | 52nd Street          |           |
| 9 décembre   | Billy Joel               | 52nd Street          |           |
| 16 décembre  | Billy Joel               | 52nd Street          |           |
| 23 décembre  | Billy Joel               | 52nd Street          |           |
| 30 décembre  | Billy Joel               | 52nd Street          |           |